# 陶拉蓋起義
陶拉蓋起義是1927年9月9日在立陶宛陶拉蓋發生的反政府起義。立陶宛社會民主黨和立陶宛人民農民聯盟黨員企圖推翻安塔納斯·斯梅托納政權。起義者控制陶拉蓋後，擴大行動至附近村莊，人數也增加到200人。然而，由於起義準備不足，當天就被從克萊佩達出發的立陶宛軍隊鎮壓。事後有300多人被捕，11人被處決。事後有一群起義者逃到國外，被稱為，並在波蘭的幫助下，繼續密謀反對斯梅托納政權，直到1930年代中期才式微。陶拉蓋起義是1926年至1938年間共13次推翻斯梅托納政權的企圖之一。

## 背景
在1926年立陶宛政變後，便有數起企圖推翻立陶宛總統安塔納斯·斯梅托納、總理奧古斯丁納斯·沃爾德馬拉斯政權的行動，陶拉蓋起義是一年內的第三起。1927年1月，《國家意志報》編輯約奧扎斯·托姆庫斯後備少校、立陶宛來福槍兵聯盟前理事長普拉納斯·克利馬蒂斯上尉被捕，拘禁於新成立的瓦爾尼艾集中營，當時謠傳他們計畫發動政變。同年3月，第三屆國會議員 喬扎斯·帕約吉斯試圖發動政變「捍衛憲法」。由於這些事件，部分在野黨黨員（以立陶宛社會民主黨及立陶宛人民農民聯盟為主）遭立陶宛政府驅離首都考納斯，即使如此，這些人仍繼續密謀推翻既有政權。

## 過程
反對勢力在陶拉蓋相當活躍，也在阿利圖斯地區活動，當地的領導人是尤奧扎斯·帕普勞斯卡斯和尤奧扎斯·凱迪斯（Juozas Kedys）；在維爾卡維什基斯則是耶羅尼瑪斯·普列克凱提斯；此外，在拉塞尼艾和凱代尼艾也有活動據點。他們在德國提爾西特（現今為俄羅斯蘇維茨克）收集武器並印製宣傳文宣，宣稱這場起義將會獲得立陶宛軍隊三個團的支持。根據報導，行動籌備工作自1927年6月開始。他們原本計畫發動一場全國性的起義，但計畫倉促，最終未能實現。格拉日娜·斯維德爾斯凱特與阿爾維達斯·阿努紹斯卡斯在其著作《20世紀的祕密檔案》中主張，這場起義在很大程度上是由保安警察策劃的，目的是為了抹黑反對派。
9月9日清晨，約有30名武裝男子占領了警察局與指揮官辦公室，並逮捕了駐守的警察。他們同時控制了郵局、火車站，以及立陶宛來福槍兵聯盟當地分會的總部。起義者強迫電報員伊娃·紹林斯基涅（Ieva Šaulinskienė）工作，因為他們缺乏專業人員，但電報員仍設法發出一封電報到另一座城市，內容是：「陶拉蓋發生起義，救救我們！」。
起義幾乎未遭遇抵抗；在唯一的一場交火中，有兩名起義者受傷。起義者在當地報社印製了5,000份宣言，由後備隊上尉安塔納斯·馬尤斯以陶拉蓋地區新任首長的名義簽署，告知當地居民起義的消息，並下令將所有武器交給新的指揮官。費爾迪南達斯·薩爾托納斯從立陶宛銀行當地分行中竊取了20萬立特和3,000美元，作為「購買武器」之用（該分行擁有約150萬立特資金）。起義蔓延至鄰近的帕格拉曼蒂斯、薩爾蒂寧凱、日蓋奇艾等村莊，起義者人數約達200人。然而，很明顯起義者並無進一步的行動計畫。來自克萊佩達的第七步兵團與來自希奧利艾的第八步兵團於當日下午五點前進入陶拉蓋，幾乎未遇抵抗就重新奪回該鎮：有一名起義者遭擊斃，兩人受傷。1927年9月10日，軍方在逮捕起義領導人、前國會議員波維拉斯·米庫爾斯基斯時，將其當場射殺。
阿利圖斯的起義在尚未開始前就已結束。一支由耶羅尼瑪斯·普列克凱提斯指揮的約30至40人隊伍，在巴爾比耶里什基斯附近集結，原本計畫攻擊軍營，希望駐軍能加入他們。然而，這群人僅持有少數手槍，當他們得知阿利圖斯正遭到搜查，並看見軍方巡邏隊後，便迅速解散。

## 後果

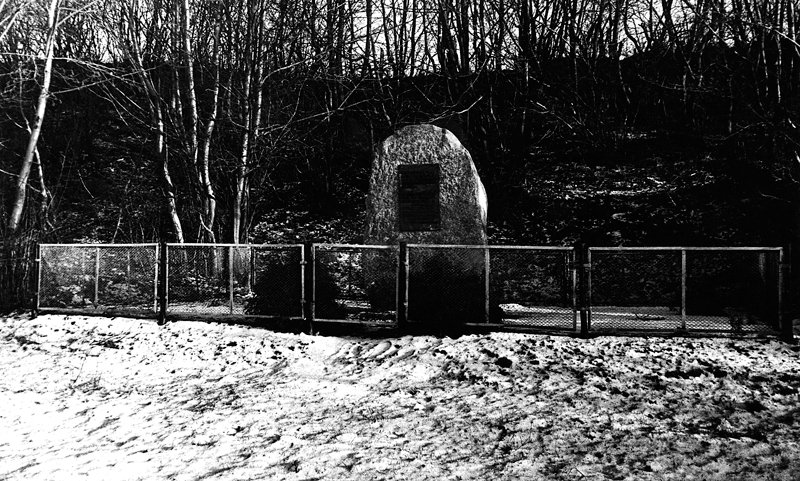
1969年起義中遭處決參與者的紀念碑。

總計有324人被捕，其中209人被起訴。其中22人被判處死刑，另有22人被判無期徒刑。部分判決後來獲得減輕，實際上只有11人被處決，其中7人在起義發生後一週內遭到槍決，另外4人則於1929年5月12日遭處決。1972年，在尤拉河畔這些受害者的埋葬地立起了一塊紀念碑。陶拉蓋的指揮官也因未能守住城鎮而被判處8個月徒刑。費爾迪南達斯·薩爾托納斯在企圖越過拉脫維亞—立陶宛邊界時被捕，但未被起訴，引發外界質疑他從銀行竊取的資金，實際上是安全警察給予他的報酬，用來作為滲透起義者的間諜報酬。安塔納斯·馬尤斯當時並不在陶拉蓋，事後聲稱自己對起義一無所知。約有60名起義者，包括領導人耶羅尼瑪斯·普列克凱提斯、尤奧扎斯·帕普勞斯卡斯與尤奧扎斯·凱迪斯逃往海外。他們被稱為「普列克凱提斯派」，並在波蘭的協助下持續策畫推翻斯梅托納政權，直至1930年代中期。政府利用這一組織的威脅作為打壓新聞自由與監控左翼組織的理由之一。因此，從長遠來看，這場起義反而鞏固了斯梅托納的統治。